# Augustin de Lassus
Augustin de Lassus (Toulouse, 4 de agosto de 1984) é um artista franco-brasileiro que vive em Florianópolis, Santa Catarina, região Sul do Brasil. Sua obra caracteriza-se pela grande quantidade de cores e detalhes em telas, em sua maioria, que retratam castelos.

## Biografia
Augustin de Lassus mudou-se para Florianópolis, capital de Santa Catarina, no Sul do Brasil, aos seis anos de idade. Desde criança revelou-se um entusiasta das artes e sempre gostou de desenhar demonstrando, desde cedo, seu talento para a pintura. Também foi inspirado por seu avô materno, Guy Forzy, um aquarelista, e sua avó paterna, Elisabeth de Lassus, uma artesã de tapeçaria.
Estudou Design Gráfico na Universidade Federal de Santa Catarina (Ufsc) e desde 2009 passou a dedicar-se exclusivamente à pintura. Foi também em 2009 que realizou sua primeira exposição em Florianópolis, com 20 obras. Desde 2014 possui um atelier, que fica localizado no bairro Jurerê Internacional, na capital catarinense, aberto ao público.
O artista realiza diversas oficinas de arte para crianças, especialmente em datas comemorativas, como a Páscoa ou Natal. Augustin participa de movimentos sociais para estimular a arte, como o Projeto Arte na Faixa, uma iniciativa que buscou colorir faixas de pedestres de Florianópolis e contou com a participação de diversos artistas locais, no ano de 2016.

## Estilo
As obras de Augustin de Lassus são multicoloridas, que retratam castelos lúdicos ou narram pequenas histórias pintadas em detalhes. A influência é claramente proveniente das paisagens de sua terra natal, a França. Também há inspiração em técnicas de artesanato indígena.
Além das cores marcantes, figuras sobrepostas também caracterizam a sua obra, com elementos “escondidos” entre as paisagens, para serem descobertos por quem observa suas telas, tais como animais, árvores ou até mesmo rostos de pessoas – conhecidas ou não.
Cada quadro, dependendo do tamanho e da quantidade de detalhes, leva de oito a 12 meses para ser pintado. O artista já realizou 10 exposições, em bares, cafés e espaços de arte em Santa Catarina.

## Principais obras
- "Criação" (2007)
- "Mundo" (2008)
- "Castelo Pássaros" (2009)
- "Natureza" (2015)
- "Castelo Camerata" (2016)